# ダウンタウンのめっちゃめでたい新年会
『ダウンタウンのめっちゃめでたい新年会』（ダウンタウンのめっちゃめでたいしんねんかい）は、1995年1月1日の14:00 - 16:45にフジテレビ系列で第28回初詣!爆笑ヒットパレード・第3部として生放送された新春特別バラエティ番組である。

## 概要
- ゲームと今年の運勢の形式で行う企画である。
- 河田町・フジテレビ本社内第6スタジオから生放送であった。
- この番組より板尾創路が出演として復帰。

## 出演者

### 司会
- ダウンタウン（浜田雅功・松本人志）

### 進行
- 八木亜希子（フジテレビアナウンサー）

### ゲスト出演
| 男性陣 - 川谷拓三 - 西川のりお - 池乃めだか - 福井敏雄 - 藤原喜明 - 輪島功一 - 高橋慶彦 - 見栄晴 - 神田利則 - 林家ぺー - 今田耕司 - 東野幸治 - 130R（板尾創路・蔵野孝洋） | 女性陣 - 瀬川瑛子 - 林家パー子 - 岡本夏生 - 渡辺満里奈 - 小松千春 - YOU - 篠原涼子 - 西田ひかる |

## 主な企画・コーナー
- オープニングコーナー

スタジオゲストの方が、届いた有名人の年賀状で紹介。
- 有名人でカルタ
- 新年みんなでアドバイス〜
- 頭突きボーリング
- どつき漫才大会
- いち抜け…告白大会!

## スタッフ
- 構成：かわら長介、倉本美津留、高須光聖
- 美術制作：重松照英、須藤康弘
- デザイン：水上啓光
- 美術進行：林勇
- 大道具：松本達也
- 装飾：福田健治
- 持道具：市橋理恵
- 衣裳：木村直美
- メイク：牧瀬典子、松浦緑
- かつら：太田修
- アクリル装飾：橋本順
- 電飾：谷口雅彦
- 視覚効果：中溝雅彦
- 特殊美術：スタジオモア
- タイトル：岩崎光明
- TD：藤本敏行
- カメラ：花島和弘
- VE：齋藤雄一
- 音声：森田篤
- 照明：北澤正樹
- ペイント：菊地大介
- 音響効果：志田博英、田中寿一
- 技術協力：ニユーテレス
- 照明協力：FLT
- 制作協力：吉本興業、CRUSH OUT
- ディレクター：山口将哉、小松純也、北澤建一、村田泰介
- 演出：竹島達修
- プロデューサー：小須田和彦
- 制作：佐藤義和
- 制作著作：フジテレビ